# Тау¹ Водолея
Тау¹ Водолея (лат. τ¹ Aquarii), 69 Водолея (лат. 69 Aquarii), HD 215766 — кратная звезда в созвездии Водолея на расстоянии приблизительно 355 световых лет (около 109 парсеков) от Солнца. Видимая звёздная величина звезды — +5,681m. Возраст звезды оценивается как около 100 млн лет.

## Характеристики
Первый компонент — бело-голубая звезда спектрального класса B9V. Масса — около 2,34 солнечных, радиус — около 2 солнечных, светимость — около 53 солнечных. Эффективная температура — около 10617 К.
Второй компонент удалён на 23,7 угловых секунды.
Четвёртый компонент удалён на 63,4 угловых секунды.